# Oblężenie Kserigordon
Oblężenie Kserigordon (wrzesień-październik 1096) – podwójne oblężenie zamku Kserigordon w Anatolii w czasie I wyprawy ludowej. Klęska wojsk krzyżowych.

## Oblężenie

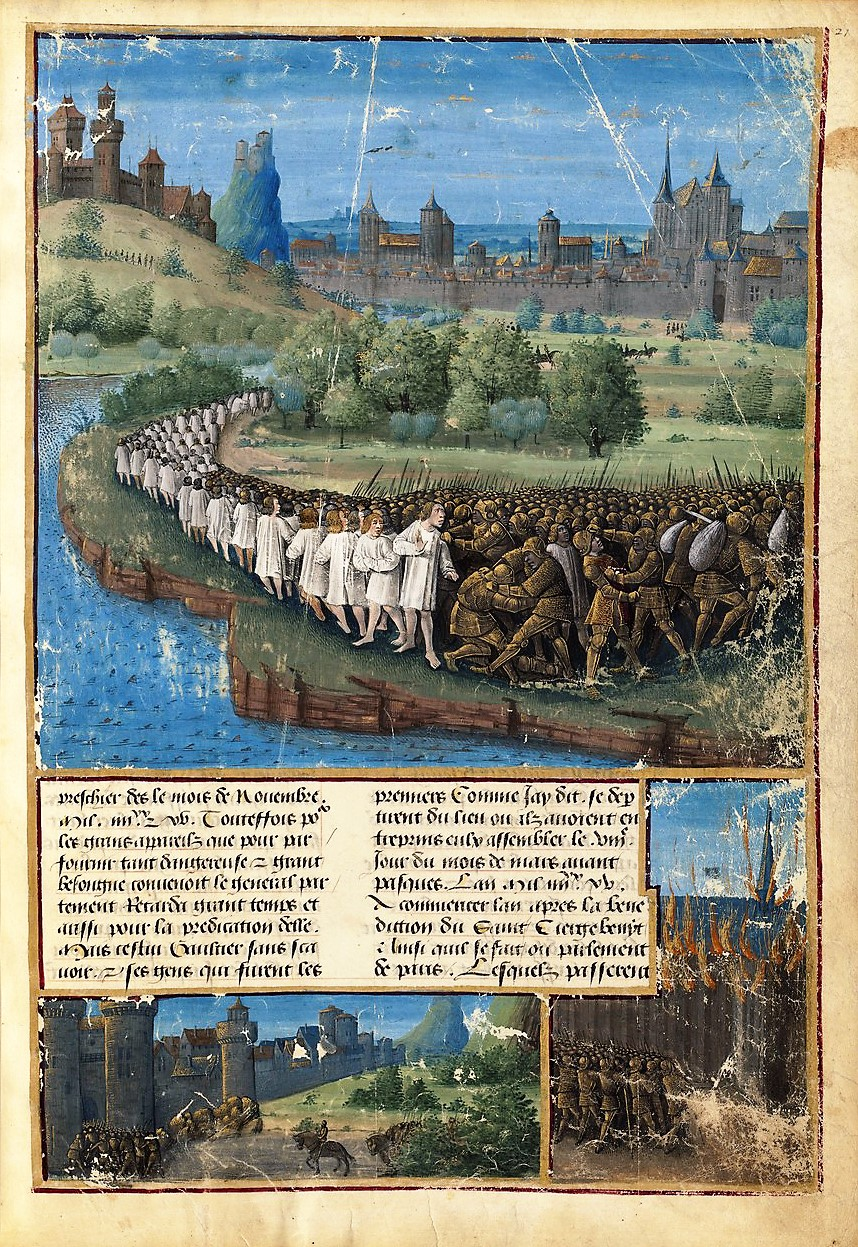
oblęzenie kserigordon

Krótko po przetransportowaniu do Azji Mniejszej, wojska krucjaty ludowej przystąpiły do plądrowania okolicznych wsi. W grabieżach przodowały grupy francuskie, które zapuściły się nawet pod mury Nikei – stolicę sułtana Kilidż Arslana I.
Zazdrosne o łupy oddziały niemieckie wyprawiły się w sile ok. 6 000 ludzi przeciwko fortecy Kserigordon i zdobyły ten gród po krótkim oblężeniu. Sułtan Kilidż Arslan szybko wysłał silną armię, której zadaniem było odbicie fortecy. Wojsko tureckie dotarło pod zamek 29 września i zajęło jedyną studnię w okolicy oraz pobliskie źródło. Krzyżowcy zostali uwięzieni bez wody i szans na odsiecz. Mimo to, próbowali wytrzymać, wysysając wilgoć z ziemi, pijąc mocz i krew zwierząt.
Po ośmiu dniach oblężenia Renald, nieformalny wódz niemieckiej krucjaty, postanowił poddać zamek w zamian za obietnicę darowania życia. Turcy postawili tylko jeden warunek – krzyżowcy mieli wyrzec się wiary chrześcijańskiej i przejść na islam. Renalda i innych, którzy porzucili wiarę, wzięto do niewoli. Oporni zostali wymordowani.
Krótko po tych wydarzeniach doszło do bitwy pod Civetot, w której zginęła większość pozostałych krzyżowców ludowych.

## W kulturze
Oblężenie jest wspomniane w powieści Zofii Kossak pt. Krzyżowcy.